# Famille Gussoni
 (juillet 2024).
La famille Gussoni est une famille patricienne de Venise, originaire de Belluno et installée en 452 à Torcello et est présente à la fondation de la République. Elle est exclue à la clôture du Maggior Consiglio, mais réintègre la noblesse en 1381 pour les services d'Andrea durant la guerre de Gênes.

## Personnalités
- Pietro, édifie en 1148 l'église des Porte-Croix et un hôpital ;
- Marco, commande la flotte pour secourir Constantinople en 1238 ;
- Macro, religieux, leurt de la peste au lazaret de Ferrare vers 1669;
- Vincenzo, ambassadeur en Angleterre et en Hollande, d'où les armes de la famille, possède sa tombe dans l'église des Augustins.

## Armes

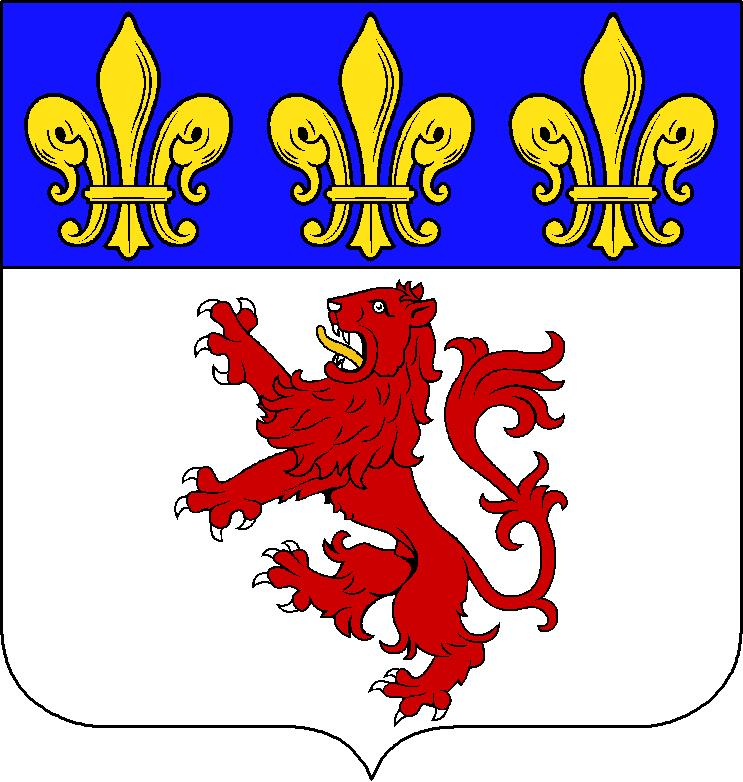
Blason de la famille Gussoni « Dans le champ argenté au lion vermillon rampant, à la tête de trois lys d'or de France dans le champ bleu. »

Les armes des Gussoni se composent d'un écu tiercé en face, la première partition d'Angleterre (léopards), la seconde de la famille, qui est un Lion de pourpre ou de gueules en champ d'argent et la troisième de Hollande qui est un Lion d'or passant en champ de gueules et qui tient un faisceau de flèches.

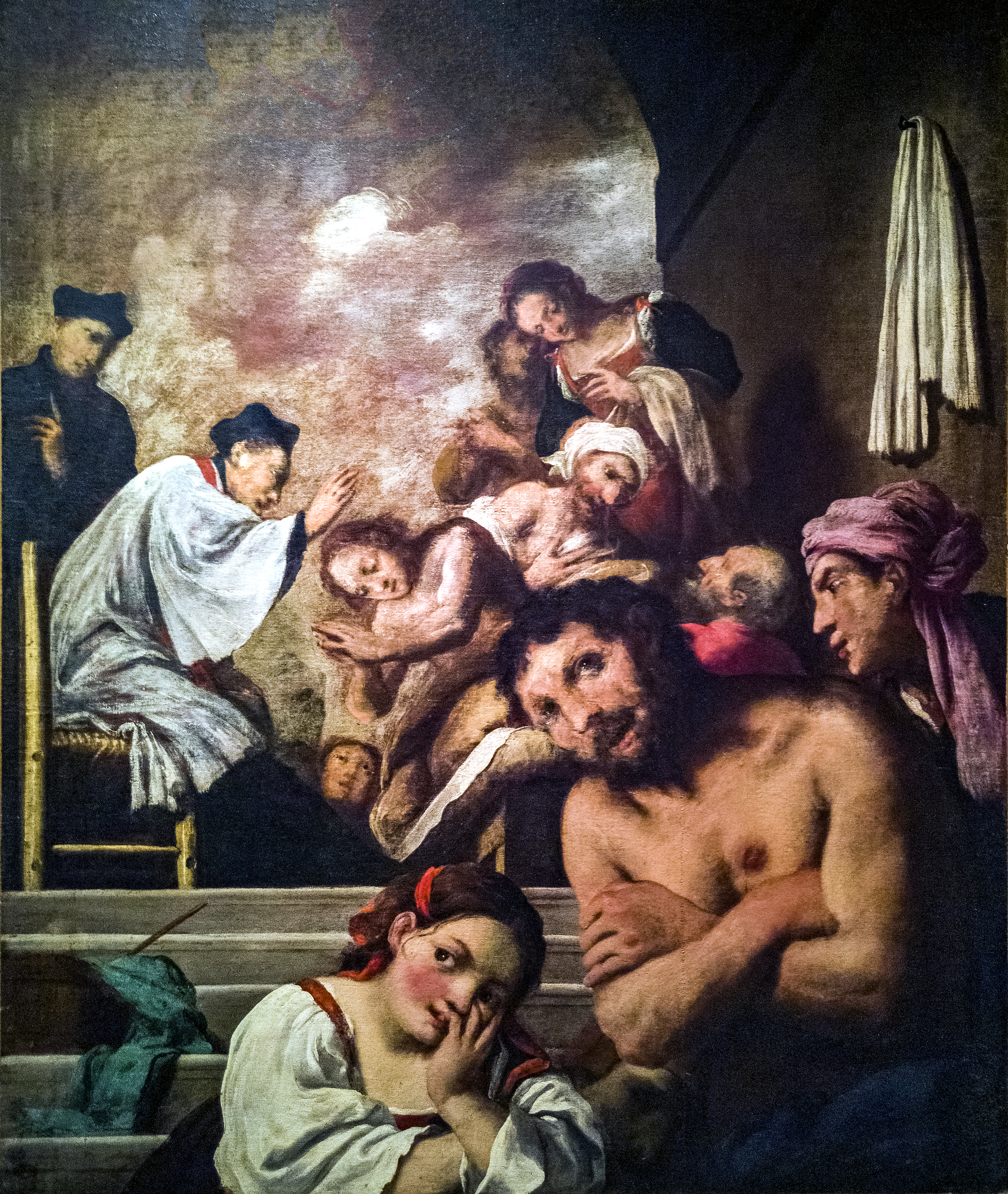
Marco Gussoni bénissant les pestiférés du lazaret de Ferrare

## Possessions
- La Cappella Gussoni, à l'Église San Lio, dans Castello, la repose, au milieu de la chapelle, Canaletto;
- Palais Gussoni Grimani
- Palais Gussoni Algarotti
- Palazzo Gussoni-Cavalli-Franchetti
- Palais Gabrieli Dolfin

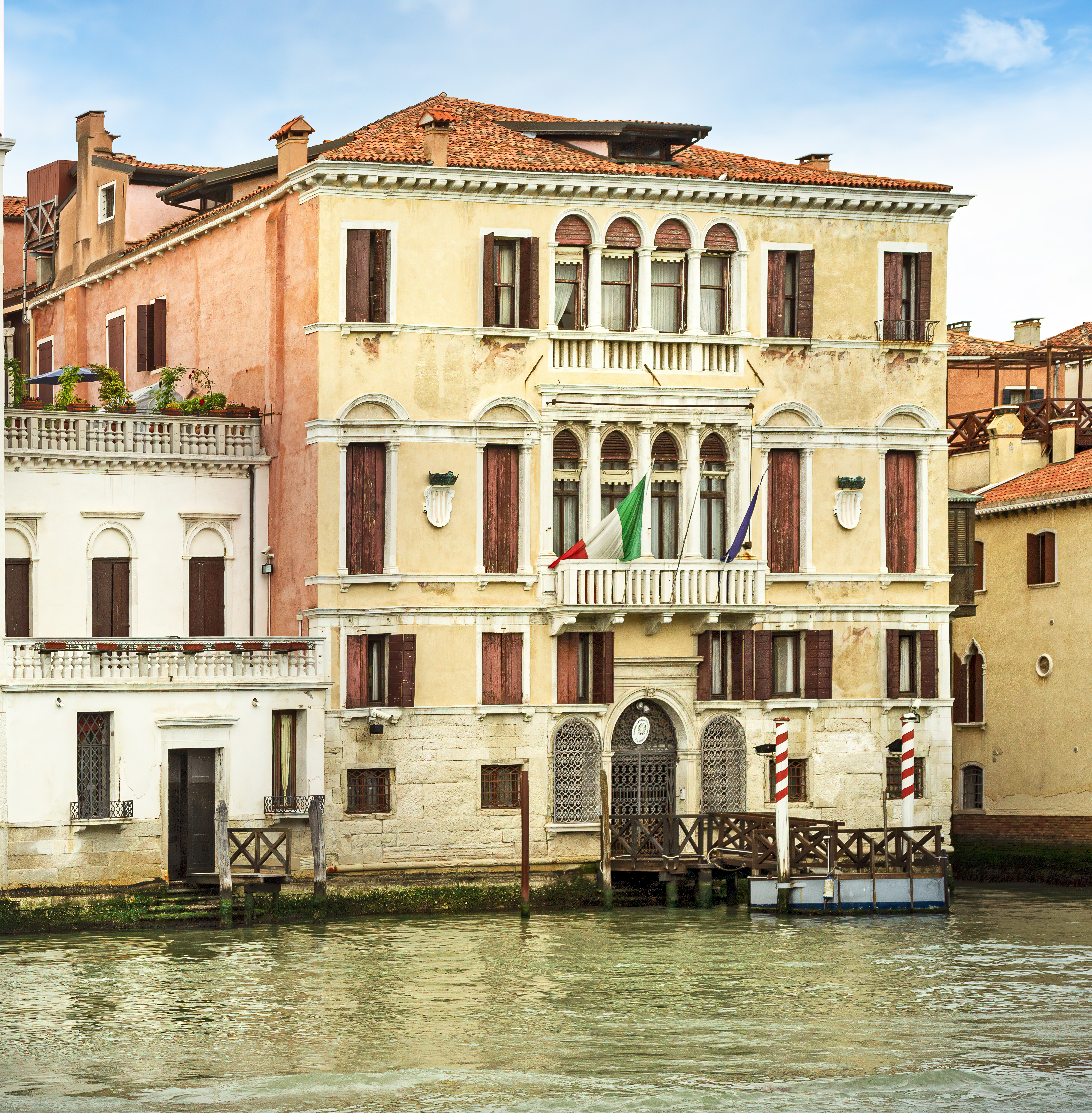
Palais Gussoni Grimani
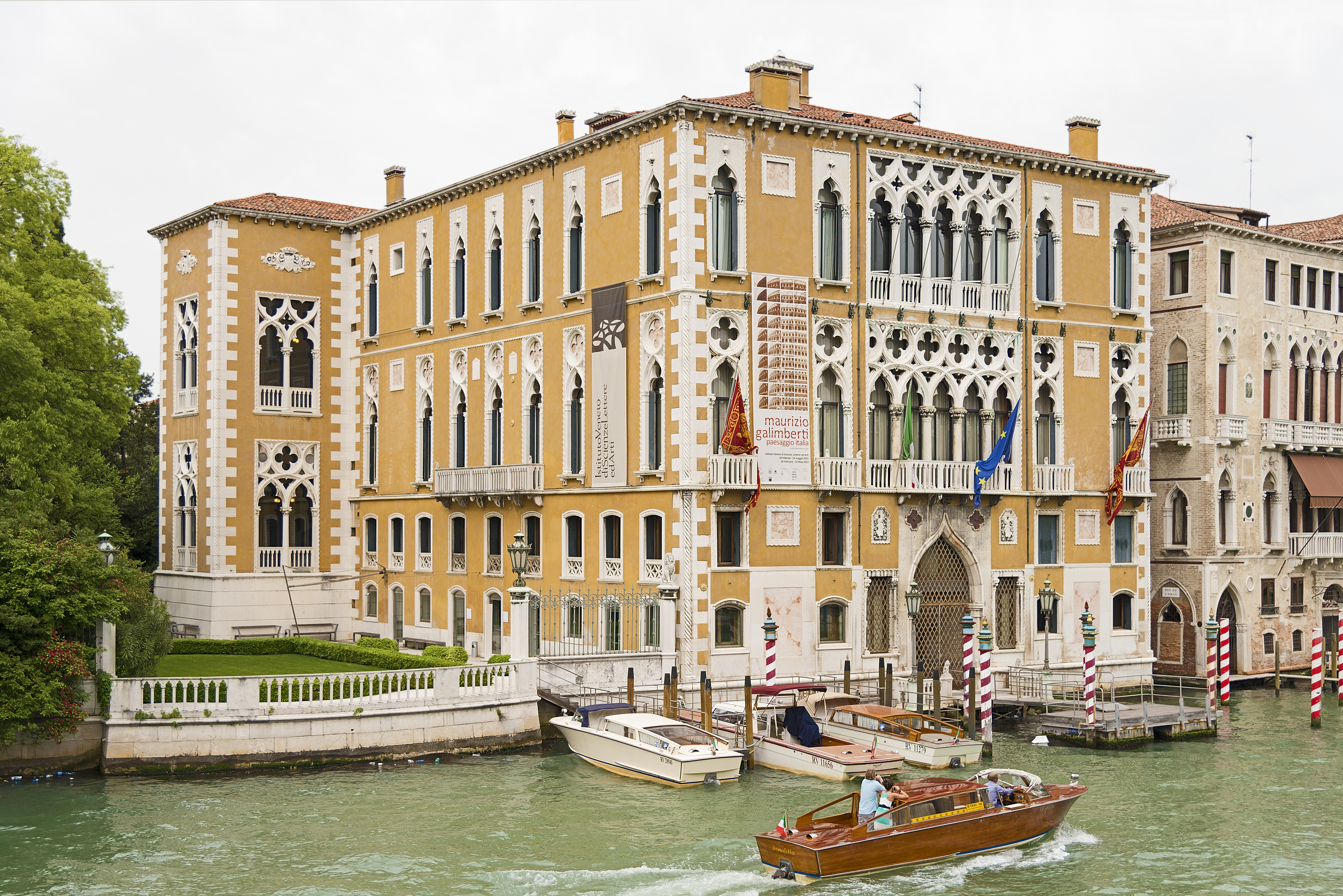
Palazzo Gussoni-Cavalli-Franchetti